# خورخي أرتيغاس
خورخي أرتيغاس (بالإسبانية: Jorge Artigas)‏ هو لاعب كرة قدم أوروغواياني وأرجنتيني في مركز الوسط، ولد في 16 ديسمبر 1975 في بوينس آيرس في الأرجنتين. لعب مع أمريكا دي كالي وديبورتيس توليما وسنترال إسبانيول ونادي أفاي ونادي أياكوتشو ونادي بوتافوغو ونادي تيخوانا ونادي دانوبيو ونادي شباب الأهلي ونادي ظفار ونادي هوراكان ونادي يونيفرسيتاريو.

## وصلات خارجية
- خورخي أرتيغاس على موقع قاعدة بيانات كرة القدم.إي يو (الإنجليزية)
- خورخي أرتيغاس على موقع Soccerway.com (الإنجليزية)